# Карна (Хумење)
Карна (слч. Karná) насељено је мјесто са административним статусом сеоске општине (слч. obec) у округу Хумење, у Прешовском крају, Словачка Република.

## Становништво
| Година:    | 1994. | 2004.   | 2014.   | 2024. |
| ---------- | ----- | ------- | ------- | ----- |
| Број људи: | 435   | 447     | 457     | 457   |
| Разлика:   |       | +2,75 % | +2,23 % | +0 %  |

| Година:    | 2023. | 2024.   |
| ---------- | ----- | ------- |
| Број људи: | 461   | 457     |
| Разлика:   |       | -0,86 % |

Према подацима о броју становника из 2024. године насеље је имало 457 становника.